# سیارک ۱۵۰۲۰
سیارک ۱۵۰۲۰ (به انگلیسی: 15020 Brandonimber، نامگذاری:1998SV105) پانزده هزار و بیستمین سیارک کشف شده است که در ۲۶ سپتامبر ۱۹۹۸ کشف شد.
قدر مطلق سیارک برابر ۲۰٫۴ است.